# هاني إدريس
هاني إدريس هو سياسي عراقي، وقد كان قيادياً في حركة الوفاق الوطني العراقي التي يتزعمها إياد علاوي وعضوا في مكتبها السياسي، وقد كان العضو المناوب لإياد علاوي ونائبه في مجلس الحكم عامي 2003-2004.
كان هاني إدريس طالبا في جامعة بغداد وعضوا نشيطا في حركة القوميين العرب وكادرا في الحركة الاشتراكية العربية، ثم اتجه ضمن التوجه اليساري الماركسي بقيادة عبد الإله النصراوي إلى جانب نوري المرسومي وعوني القلمجي وجواد دوش ومحمد حسين رؤوف، حيث انشقت المجموعة عن الحركة الأم بتحريض من بعض السياسيين الاشتراكيين العرب مثل نايف حواتمة ومحسن إبراهيم ومحمد كشلي، وتعاونوا مع حزب البعث العربي الاشتراكي خلال الفترة بين عامي 1968-1970، لكن ناظم كزار زجهم في قصر النهاية واحدا تلو الآخر، كان نتيجتها اعتزال هاني إدريس للسياسة.
وبعد حرب الكويت، حاول بعض السياسيين إعادة نشاطهم السياسي، لكن بعد اعتقال عبد الرزاق الأسدي سنة 1999، هرب هاني إدريس إلى السليمانية في ضيافة جلال طالباني، ثم انضم إلى حركة الوفاق الوطني العراقي بزعامة إياد علاوي.
يذكر أنه في 7 تموز 2004، استهدفت قذائف هاون مقر حركة الوفاق الوطني العراقي وأن عددًا من القذائف سقطت على منزل هاني إدريس.